# 浮橋

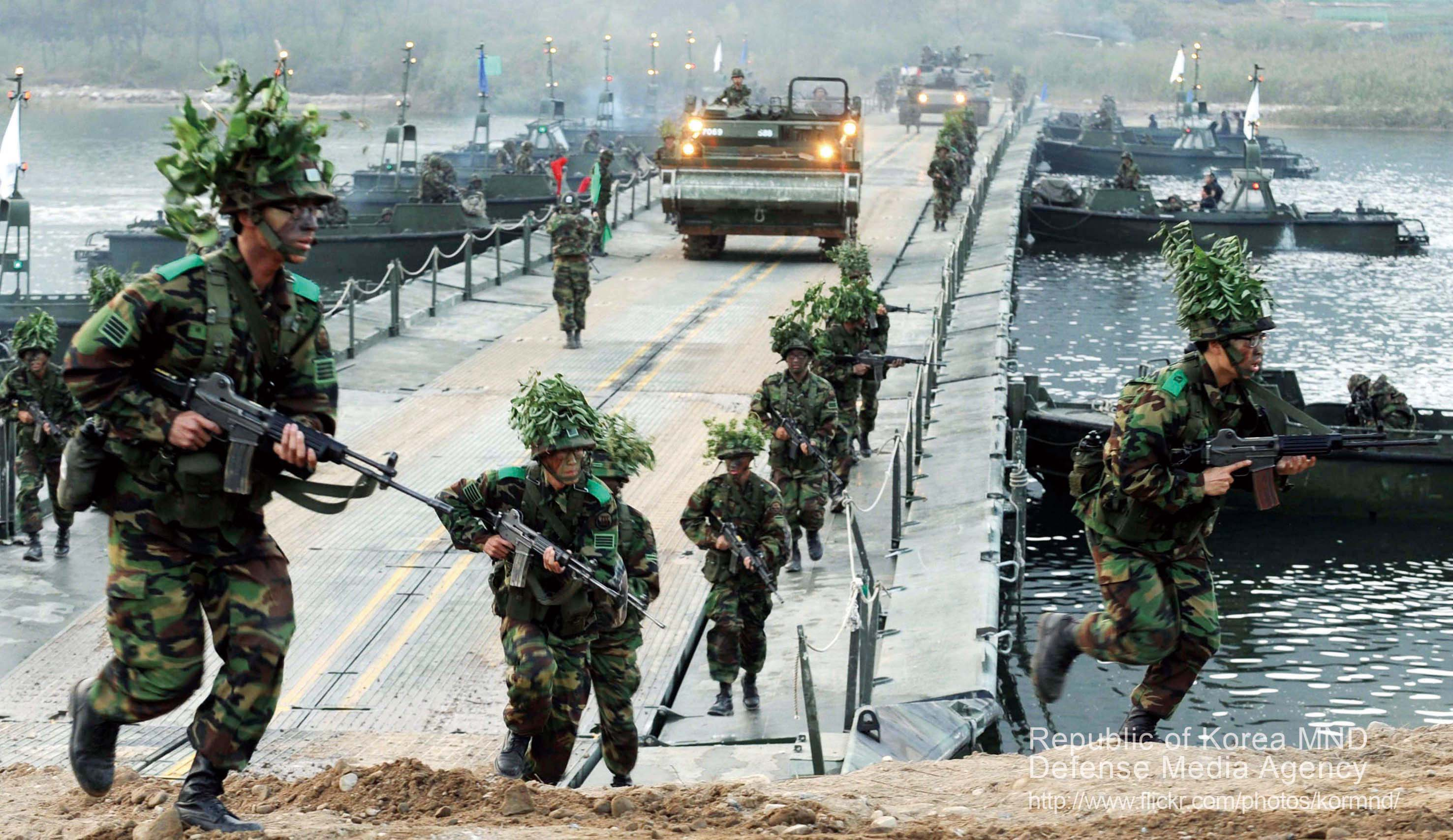
韓國陸軍第3工兵旅搭建的渡河浮橋。

浮橋，又稱舟橋，最早見於中國周朝，是一種簡易橋樑，通過聯結可浮於水上的物體以臨時解決兩岸上交通問題，常見於軍事用途。先將小船舟用繩子綁起來串聯，再用木板平鋪於上，便於兩岸通行，這就是後來樑橋的雛形。
现在世界上最现代化的浮桥是日本大阪的梦舞大桥。

## 军用舟桥

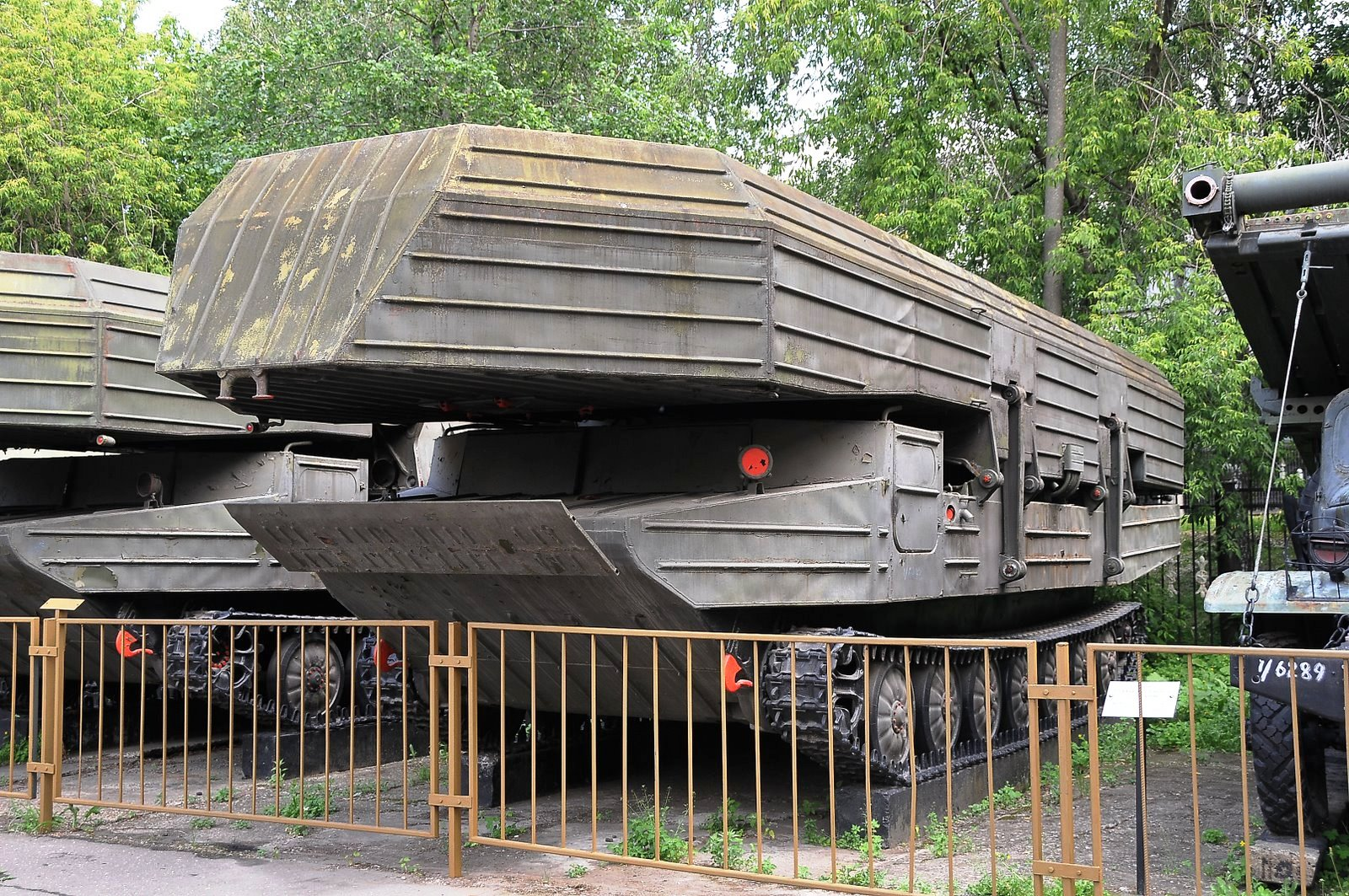
苏联第一代戈斯泼型履带式重型自行舟桥

军用舟桥可以连接为浮桥，用于单点连续交通流；也可以作为漕渡门桥，用于多点分散断续交通。连接浮桥时，可以使用一套、半套、四分之一套舟桥。克服大江河水障时，以可以多套舟桥连接使用。浮桥由于目标大，易遭敌方航空或炮兵火力打击，通常是黄昏架设、夜间通行，拂晓撤收分散隐蔽。
舟桥分类：
- 按照吨位
  - 轻型舟桥：载重量40吨以内。苏联的勒波波轻型舟桥（俄语：Лёгкий понтонный парк），载重40吨，队属工兵团舟桥营装备一套舟桥器材，包括36个舟、4个滚筒码头、4个三角码头，4艘汽艇，辅助器材、48辆越野汽车。
  - 重型舟桥：载重量40-80吨。
  - 特种舟桥：载重量80吨以上。如苏联公铁两用波波斯特种舟桥（俄语：ППС - понтонный парк специальный），全套器材配备550台汽车。
- 按桥脚舟配置形式
  - 普通舟桥：桥脚舟分置式，“舟是舟，桥是桥，桥搭在舟上”。制式舟艇为桥脚，桥脚上以桥板和桁梁结合为上部结构。桥脚舟不是全河流横断面阻水，抗水上漂浮物，适合于水流湍急、流速大于2.5m/s，水情复杂的河流。苏联恩2波-32重型舟桥（俄语：Н2П）。第二代为特波波重型舟桥（俄语：Тяжёлый понтонный парк），每套舟桥器材包括三类核心器材：节套舟（桥脚舟）96个、30厘米高桥桁484副、重70多公斤的桥板768副，桥桁架间隙用螺杆固定；另有岸边舟（码头）8个和汽艇（操舟机）12艘、吉斯157越野汽车116台，编制为一个舟桥团。可构筑载重70吨浮桥或载重200吨以下漕渡门桥；每个舟桥班配备两个节套舟以及相应的桥桁、桥板及加固器材，构成一个桥节门桥。
  - 带式舟桥(ribbon pontoon bridge)：桥脚舟密集配置式，舟和上部结构（桥桁、桥面板）合一，直接拼接形成带状的浮桥。具有吃水浅、机动性好、架设撤收快等特点。苏联泼姆泼带式舟桥（俄语：Понтонно-мостовой парк）1964年服役，是世界上第一种带式舟桥。1973年第四次中东战争，埃及军队使用泼姆泼带式舟桥（俄语：Понтонно-мостовой парк）成功强渡苏伊士运河。
- 水陆自行能力
  - 自行舟桥（amphibious rig）：桥车一体，舟、桁、桥、水上推进装置、陆上行走机构结合为一体。上岸折叠后是一辆履带车辆，下水展开后两只浮体向两侧展开横向构成舟桥的一个节节或者纵向航行成为一部浮渡门桥，驾驶室与发动机成为操舟机，自带跳板。
    - 履带式自行舟桥：苏联第一代戈斯泼型履带式重型自行舟桥（俄语：ГСП (паром)），由于浮体只能向一侧翻转泛水，因此必须两车并排结合成一座门桥；第二代泼摸摸-2型履带式重型自行舟桥（俄语：ПММ-2М），自重36吨，单车形成的门桥最大载重42.5吨，可也可以双车、三车并联门桥，或组成50吨带式浮桥的桥节，通常一个舟桥连有10车。[1]
    - 轮式自行舟桥法国EFA轮式自行舟桥（英语：EFA (mobile bridge)）、德国M3浮門橋，苏联泼摸摸型“波浪”轮式自行舟桥（俄语：ПММ）

  - 非自行舟桥

国际军事舟桥“开阔水域”项目赛，由多国舟桥部队参加。